# Peter Konlechner
Peter Konlechner (* 23. Oktober 1936 in Wien; † 18. Dezember 2016 ebenda) war Mitbegründer und langjähriger Kodirektor des Österreichischen Filmmuseums.

## Leben und Wirken
Peter Konlechner maturierte im Jahr 1955 und studierte an der Technischen Hochschule Wien Nachrichtentechnik.
Schon als Student gründete er den Studentenfilmclub Cinestudio sowie das Filmreferat der Hochschülerschaft. Im Zuge der Organisation der Internationale Kurzfilmwoche im Jahr 1962 lernte er Peter Kubelka kennen.
Am Institut für Publizistik- und Kommunikationswissenschaft der Universität Wien unterrichtete er ab dem Jahr 1988 als Lektor. Er arbeitete auch als Filmkritiker.
Im Jahr 1964 gründete er mit Kubelka das Filmmuseum, das die beiden gemeinsam bis ins Jahr 2001 leiteten. Ab dem Jahr 1988 setzte er selbstprogrammierte Software für die Katalogisierung und Archivierung ein.
Er gestaltete auch Retrospektiven für die Viennale und die Wiener Festwochen. Zwischen 1973 und 1977 war er Mitglied der Filmförderungskommission des Ministeriums.
In den Jahren 1969 bis 1985 war er auch Konsulent der Filmabteilung des ORF. 1980 war er auch Jurymitglied für die Vergabe des Großen österreichischen Staatspreises für Filmkunst.
Konlechner starb am 18. Dezember 2016 im Kreis seiner Familie.

## Auszeichnungen
- 1990: Träger des französischen Ordens Ordre des Arts et des Lettres
- 2002: Goldenes Verdienstzeichen des Landes Wien
- 2002: Berufstitel Professor

## Filmografie
- Dokumentarfilm Dziga Vertov, 1974/2014[4]